# Nederlandse kampioenschappen schaatsen afstanden 2020 - 1000 meter mannen
De 1000 meter mannen op de Nederlandse kampioenschappen schaatsen afstanden 2020 werd op zondag 28 december 2019 in ijsstadion Thialf te Heerenveen verreden, waarbij 22 deelnemers startten.

## Uitslag
| #      | Schaatser             | Tijd    |
| ------ | --------------------- | ------- |
| Goud   | Thomas Krol           | 1.08,35 |
| Zilver | Kai Verbij            | 1.08,53 |
| Brons  | Dai Dai Ntab          | 1.08,87 |
| 4      | Lennart Velema        | 1.09,23 |
| 5      | Koen Verweij          | 1.09,26 |
| 6      | Wesly Dijs            | 1.09,50 |
| 7      | Ronald Mulder         | 1.09,65 |
| 8      | Thomas Geerdinck      | 1.09,80 |
| 9      | Tijmen Snel           | 1.09,84 |
| 10     | Gijs Esders           | 1.10,08 |
| 11     | Merijn Scheperkamp    | 1.10,24 |
| 12     | Joost van Dobbenburgh | 1.10,29 |
| 13     | Tom Kant              | 1.10,55 |
| 14     | Gerben Jorritsma      | 1.10,76 |
| 15     | Janno Botman          | 1.10,96 |
| 16     | Jesper Hospes         | 1.11,27 |
| 17     | Serge Yoro            | 1.11,31 |
| 18     | Aron Romeijn          | 1.11,45 |
| 19     | Kai in 't Veld        | 1.11,51 |
| 20     | Jarle Gerrits         | 1.12,60 |
|        | Joep Kalverdijk       | DSQ     |
|        | Hein Otterspeer       | DSQ     |

Uitslag op 
1987 · 
1988 · 
1989 · 
1990 · 
1991 · 
1992 · 
1993 · 
1994 · 
1995 · 
1996 · 
1997 · 
1998 · 
1999 · 
2000 · 
2001 · 
2002 · 
2003 · 
2004 · 
2005 · 
2006 · 
2007 · 
2008 · 
2009 · 
2010 · 
2011 · 
2012 · 
2013 · 
2014 · 
2015 · 
2016 · 
2017 · 
2018 · 
2019 · 
2020 · 
2021 · 
2022 · 
2023 · 
2024 · 
2025